# 풍운산
풍운산(중국어 정체자: 馮雲山, 병음: Feng Yunshan, 1815년 경 - 1852년 6월 3일)은 태평천국의 지도자 중 한 명이다. 천왕 홍수전으로부터 남왕에 봉해졌으며, 칠천세(七千歳)라고 칭했다.

## 개요
광동성 화현(현재 광저우 화도구) 출신이다. 비교적으로 가장 빨리 홍수전을 지지했고, 배상제회의 창시자 중 한 사람이다. 1844년부터 홍수전과 함께 광서성에서 포교 활동을 시작했다. 홍수전이 광동성에서 돌아온 후에도 광서성에 남아 자형, 금전 일대에서 포교를 계속했다. 양수청, 소조귀, 위창휘, 석달개, 진일강 등이 입회하였고, 1847년, 홍수전이 다시 광서성에 도착했을 때 배상제회의 규모는 크게 불어나 있었다. 1848년에 청나라 조정 관리에 체포되었지만, 배상제회 신자들이 뇌물을 주어 석방되었다. 그 후에도 배상제회는 발전을 거듭했고, 1851년 금전봉기 후 풍운산은 후군의 주장인 남왕에 봉해졌다. 풍운산은 태평천국 초기에 관제, 군제, 역법을 정한다.
1852년 5월, 전주 공략 중에 청군의 포탄에 맞아 중상을 입었고, 전주가 함락된 후 6월 10일에 사망했다.

## 같이 보기
- 태평천국의 난